# The Story (2001년)
《The Story》(더 스토리) 는 2001년 단편 영화입니다. 이 영화는《死亡的遊戱》(The Game of Death; 사망적유희) 1972 의 스토리라인이자 (브루스 리가 직접 쓴 '死亡的遊戲'의 줄거리는 12페이지 분량입니다), 1972년에 상영되지 않은 브루스 리의《死亡的遊戲》 의 누락된 부분을 다룹니다. 대한민국 에서는 존 리틀 감독이으며, 다큐멘터리 DVD《전사를 찾아서》 (Bruce Lee: A Warrior's Journey) 과 함께 배포되었습니다.

## 출연진
- 마티 로즈 - 내레이터
- 브루스 리 - 작사 (1972년 死亡的遊戲를 위해)

### 가족 티엔
- 김학규 — 하이 티엔
- 황희수 - 언니
- 호유윤 — 꼬마

### 폭력 조직
- 김병주 — 티엔
- 박성우 - 위안
- 배선만 — 퍼스트 퉁
- 이강국 — 웡
- 오세킨 — 세컨드 퉁
- 통일방 - 더 보스
- 빌 카츠 - 미국 파이터

## 다른 웹사이트
- (영어) The Story - 인터넷 영화 데이터베이스